# Witali Kasimirowitsch Gudijew
Witali Kasimirowitsch Gudijew (russisch Виталий Казимирович Гудиев; * 22. April 1995 in Wladikawkas) ist ein russischer Fußballtorwart aserbaidschanischer Abstammung.

## Karriere

### Verein
Gudijew begann seine Karriere bei Alanija Wladikawkas. Zur Saison 2011/12 rückte er in den Profikader von Alanija. Im Juni 2011 debütierte er gegen Mordowija Saransk in der zweitklassigen Perwenstwo FNL. Dies blieb sein einziger Saisoneinsatz, mit Wladikawkas stieg er zu Saisonende in die Premjer-Liga auf. Sein Debüt in der höchsten russischen Spielklasse gab der Torhüter im Oktober 2012 gegen Zenit St. Petersburg. In der Saison 2012/13 kam er insgesamt zu drei Einsätzen, Alanija stieg nach einer Saison wieder in die zweite Liga ab. Nach dem Wiederabstieg kam er zu sechs Zweitligaeinsätzen, ehe der Verein im Januar 2014 insolvent war und Gudijew Alanija somit verlassen musste.
Daraufhin wechselte er im Februar 2014 zum Erstligisten Terek Grosny. Bis zum Ende der Saison 2013/14 kam er jedoch als vierter Tormann zu keinem Einsatz und gehörte nie dem Aufgebot der Tschetschenen an. In der Saison 2014/15 war er dritter Tormann Tereks und blieb wieder ohne Einsatz, wie auch in der Saison 2015/16. In der Saison 2016/17 absolvierte Gudijew ein Spiel für Grosny in der Premjer-Liga. Nach dem Abgang von Jaroslaw Hodsjur nach der Saison 2016/17 übernahm Gudijew den Posten des zweiten Tormanns des nun Achmat Grosny genannten Vereins. Als Ersatzmann von Stammtorwart Jewgeni Gorodow kam er in der Saison 2017/18 zehnmal zum Einsatz.
In der Saison 2018/19 absolvierte er ein Spiel in der Premjer-Liga, 2019/20 kam er viermal zum Einsatz. In den Saisons 2020/21 und 2021/22 absolvierte er jeweils 14 Partien in der höchsten Spielklasse. Zur Saison 2022/23 verließ Gudijew Grosny nach achteinhalb Jahren und wechselte zum Ligakonkurrenten FK Chimki. Insgesamt kam er zu acht Einsätzen für Chimki in der Premjer-Liga, aus der er mit dem Team aber abstieg.
Gudijew blieb der Liga aber erhalten und wechselte zur Saison 2023/24 zum FK Fakel Woronesch.

### Nationalmannschaft
Gudijew absolvierte im Februar 2012 ein Spiel für die russische U-17-Auswahl. Im März 2015 kam er einmal für die U-21-Mannschaft zum Einsatz.

## Persönliches
Sein Vater Kazemır Qudiyev war ebenfalls Fußballspieler und aserbaidschanischer Nationalspieler.